# Enemies Like This
Enemies Like This — четвёртый студийный альбом американской рок-группы Radio 4, изданный 16 мая 2006 года.

## Отзывы критиков
Пластинка, в основном, получила отрицательные отзывы от музыкальных критиков. В общих чертах рецензенты отмечали влияние The Clash, Joy Division, Gang of Four, и некоторых других исполнителей на работу коллектива. Основными недостатками альбома корреспонденты назвали вокал Энтони Романа, а также политическую направленность песен.
Роб Сикстон из Allmusic дал пластинке 2 с половиной звезды из пяти. Обозреватель сравнил трек «Too Much to Ask For» с композициями альбома London Calling, а «As Far as the Eye Can See» сопоставил с «The Magnificent Seven» от D.F.A.. По мнению критика, Radio 4 уверенно заняли позицию среди подражателей The Clash 2000-х годов. Практически каждый сингл на альбоме стал трибьютом The Clash, либо Gang of Four, что выглядит весьма неплохо, но почему бы вместо этого нельзя было просто послушать оригиналы?.
Автор рецензии от Pitchfork Дэвид Рапоса, поставивший диску 3.6 из 10, считает что, Enemies Like This — возможно, самая совершенная работа Radio 4 с музыкальной стороны, и не стоит недооценивать её. Критик отметил, что в своих песнях группа поднимает такие злободневные темы, как коррупция, всеобщая жадность, недовольство жизнью в западном обществе, а также ураган Катрина. Рапоса особо выделил песни «(Always a) Target», «Enemies Like This», «Too Much to Ask For», но большим недостатком альбома отметил вокал Энтони Романа.
Бетти Кларк из газеты The Guardian оценила альбом на 3 звезды из 5. Она выразила мысль, что несмотря на то, что Radio 4 черпали своё вдохновение в музыке битников, они могут ещё многое сказать, однако у них слишком мало средств для самовыражения. Зацикленность Radio 4 на The Clash и Gang of Four продолжается. В целом, обозревательница отметила, что хотя коллектив и звучит неплохо на танцполе, но сами по себе они противны.
Роб Уэб из Drowned in Sound поставил пластинке оценку 3. Наиболее лучшими номерами на альбоме Уэб назвал «Packing Things Up on a Scene», «Grass Is Greener» «Ascension Street», и сравнил эти композиции с работами Stereo MC's, The Killers и The Clash. Согласно мнению рецензента, группе не удалось создать ничего нового и оригинального, чтобы как-то выделяться на фоне других коллективов.

## Список композиций
| №   | Название                         | Длительность |
| --- | -------------------------------- | ------------ |
| 1.  | «Enemies Like This»              | 4:21         |
| 2.  | «Packing Things Up on the Scene» | 4:15         |
| 3.  | «Too Much To Ask For»            | 3:12         |
| 4.  | «Grass Is Greener»               | 3:56         |
| 5.  | «Everything's In Question»       | 4:21         |
| 6.  | «This Is Not A Test»             | 4:58         |
| 7.  | «Ascension Street»               | 3:32         |
| 8.  | «(Always A) Target»              | 3:43         |
| 9.  | «All In Control»                 | 4:28         |
| 10. | «As Far As The Eye Can See»      | 4:57         |

## Участники записи
- Энтони Роман — вокал, бас-гитара
- Жерар Гарон — гитара, клавишные
- Дэйв Милон — гитара, вокал
- P.J.O'Connor — перкуссия, вокал
- Грег Коллинз — ударные
- Джагз Коннер[англ.] — продюсер, микширование
- Джон Грей — микширование
- Роб Адамс, Джон Сулкоу — обложка альбома
- Эмили Лазар — мастеринг
- Джош Кларк — бэк-вокал в «Too Much to Ask for»
- Фил Моссман — дополнительная гитара в «(Always A) Target»